# Sparta (US-amerikanische Band)

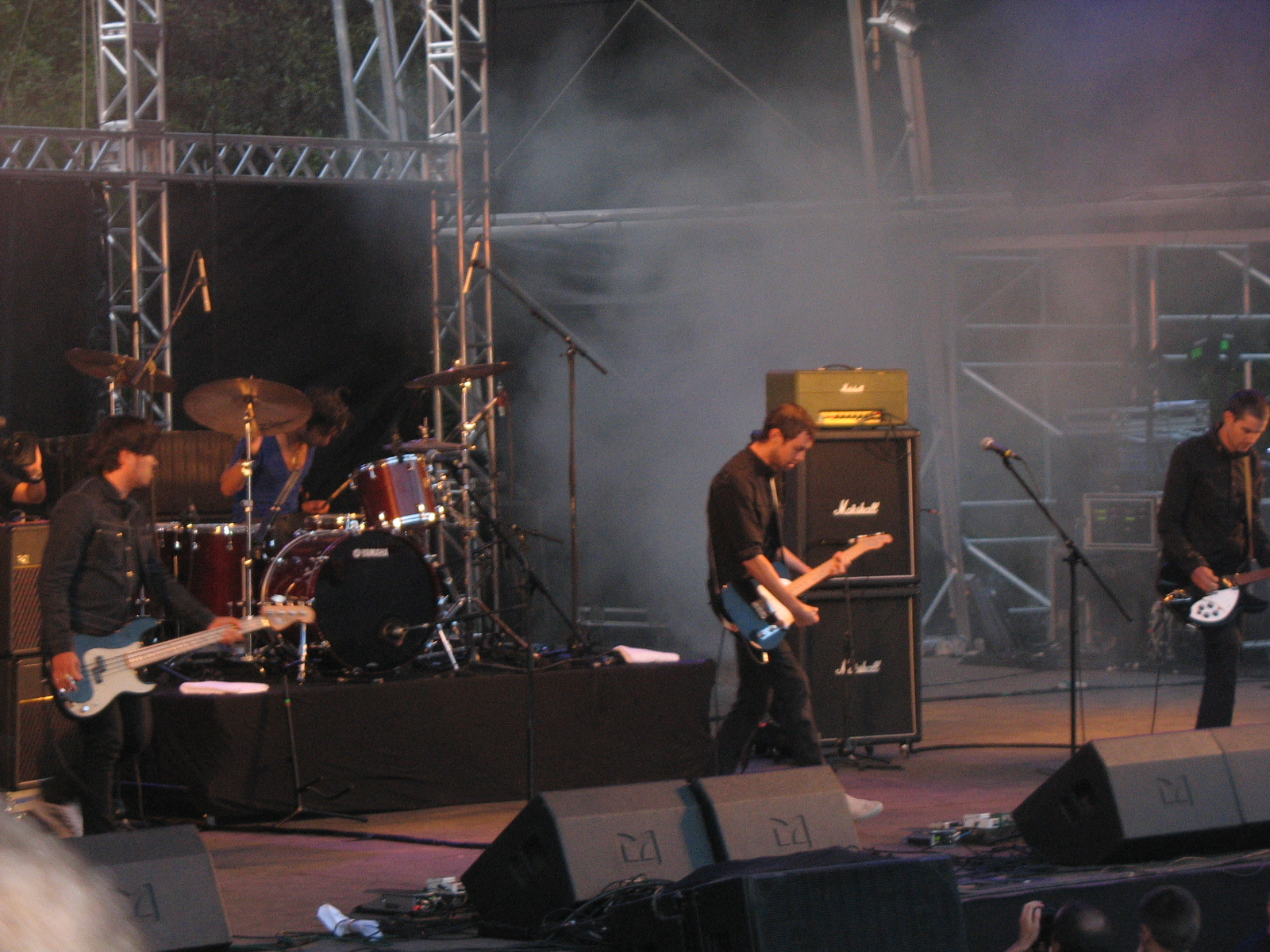
Sparta (2007)

Sparta ist eine US-amerikanische Alternative-Rock-/Post-Hardcore-Band aus El Paso, Texas.

## Geschichte
Sparta entstand 2001 in El Paso, Texas, aus der zuvor zerfallenen Band At the Drive-In. Zwei der anderen früheren Mitglieder von At the Drive-In (Cedric Bixler-Zavala und Omar Rodriguez) gründeten The Mars Volta. Laut Bandleader Ward versucht die Presse immer wieder einen Keil zwischen The Mars Volta und Sparta zu treiben.
Jim Ward beanspruchte den Gesang. Neben Gitarrist Paul Hinojos und dem 1974 in Beirut geborenen Schlagzeuger Tony Hajjar stieß Matt Miller (Ex-Belknap) dazu, der den Bass übernahm. Nach EP- und Single-Releases wurde am 13. August 2002 ihr Debütalbum Wiretap Scars veröffentlicht, welches von den Kritikern eher unterkühlt angenommen wurde. Mit dem zweiten Album Porcelain nahm Sparta ein Album auf, das auch die Kritiker zufriedenstellte und sie endgültig aus dem Schatten von At the Drive-In heraustreten ließ.
Im Mai 2005 verließ Paul Hinojos, bis dahin Gitarrist, die Band, um The Mars Volta beizutreten. Dort übernahm er den Part des verstorbenen Jeremy Ward (gleichzeitig auch der Cousin des Sparta-Sängers Jim Ward). Dementsprechend waren zu diesem Zeitpunkt drei von fünf Mitgliedern von At the Drive-In bei The Mars Volta.
Im Januar 2006 verlautbarte die Band, dass der Gitarrist Keeley Davis, vormals bei Denali und Engine Down, zur Gruppe gestoßen ist.
Spartas drittes Studioalbum heißt Threes und erschien am 24. Oktober 2006. Es ist bis dato Spartas erfolgreichste Veröffentlichung und wurde u. a. von dem Fachmagazin Visions zum besten Album des Jahres 2006 gekürt.
Im Juni 2008 kündigte die Band an, eine unbefristete Pause einzulegen. Sänger Jim Ward wollte sich ganz auf sein Soloprojekt Sleepercar konzentrieren.
Am 3. August 2011 gab Ward bekannt, dass Sparta wieder am Leben sei. Nach dreijähriger Auszeit fand am 17. November 2011 in El Paso das erste Konzert nach der Reunion statt. Außerdem kündigte Ward an, die Band arbeite im Herbst 2011 an einem neuen Album, dem Nachfolger von Threes. Am 16. Mai 2012 erschien das erste neue Lied nach 6 Jahren, namens Chemical Feel. Im Jahr 2020 folgte ein neues Album mit dem Titel Trust the River.

## Diskografie

### Alben
- 2002: Wiretap Scars
- 2004: Porcelain
- 2006: Threes
- 2020: Trust the River
- 2022: Sparta

### EPs
- 2002: Austere

### Singles
- 2002: Cut Your Ribbon
- 2003: Air
- 2004: Breaking the Broken
- 2006: Taking Back Control
- 2007: Erase It Again